# Krüger sieht alles
Krüger sieht alles war eine von Mike Krüger moderierte Show auf RTL. Die Premiere war am 4. April 2002. Die Sendung wurde in mehreren Staffeln samstags ausgestrahlt. Gezeigt wurden lustige Ausschnitte aus anderen Fernsehsendungen, die Krüger kommentierte. Produziert wurde sie von Manuel Menges. 2005 wurde sie eingestellt.